# Hans Michahelles
Hans Michahelles (né le 18 mai 1899 à Nuremberg, mort le 14 juin 1975 à Hambourg) est un Konteradmiral allemand durant la Seconde Guerre mondiale. Devenu gouverneur militaire de la zone de défense de la Gironde-Sud, il donne sa reddition et celle de son corps à Royan le 17 avril 1945. 
Après la fin de la guerre intervenue le 2 septembre 1945, bien que bénéficiant du statut de prisonnier de guerre et acquitté des accusations de crime de guerre portées contre lui, il n'est pas libéré mais gardé prisonnier comme forces ennemies désarmées et soumis au travail forcé jusqu'en août 1950.

## Biographie
Hans Michahelles entre le 10 avril 1917 dans la Marine de guerre impériale en tant qu'élève-officier et complète sa formation à l'académie navale de Mürwik et sur le grand croiseur Freya. Le 14 septembre 1917, il est affecté sur le cuirassé Baden et nommé Fähnrich zur See le 15 février 1918. Il revient à l'académie le 10 juin 1918 puis rejoint après la Première Guerre mondiale la brigade marine von Loewenfeld.
En juillet 1920, il fait partie de la Reichsmarine avec le grade de Leutnant zur See et exerce en mer Baltique. En avril 1923, il passe Oberleutnant zur See. Pendant six mois, il sert comme officier de quart sur le cuirassé Hannover puis vient comme agent de formation sur le petit croiseur Berlin. Du 23 mars au 22 septembre 1926, il est commandant du tender T 154 à Świnoujście. Il est de nouveau formateur pour l'académie navale de Mürwik d'octobre 1928 à mars 1929. Il intègre ensuite l'inspection de l'artillerie à Wilhelmshaven. En avril 1930, il est nommé capitaine-lieutenant. De 1931 à 1933, il commande les torpilleurs Iltis et Wolf. Korvettenkapitän en janvier 1936, il fait partie de l'inspection des mines et des torpilles et des torpilleurs. De juin 1937 à mai 1938, il sert comme officier de navigation sur le cuirassé Schleswig-Holstein et est référent de l'Oberkommando der Marine. Il est nommé fregattenkapitän en août 1939 et Kapitän zur See en avril 1941.
Le 28 avril 1943, Michahelles intègre le Kommandant der Seeverteidigung Gascogne. En octobre 1944, il est promu konteradmiral. En cette qualité, il est du 29 septembre au 8 octobre commandant du Girondemündung Süd, puis le 9 octobre 1944 du Festungskommandant Girondemündung Nord (Royan). La ville de Royan est détruite à 90 % lors du raid aérien anglo-américain du 5 janvier 1945 par plusieurs centaines de bombardiers lancaster qui larguent plus de 2 000 tonnes de bombes sur la ville, faisant plus de 500 morts et 1 000 blessés parmi les civils français. Il se voit attribuer le 30 avril 1945 la Croix de chevalier de la Croix de fer alors que Adolf Hitler se suicide au Führerbunker. 

## Reddition, acquittement et captivité
Le 17 avril 1945, à son quartier-général établi à l'Hôtel du Golf de Royan, il remet sa reddition et celle de ses 120 hommes au capitaine Edmond Voillaume, chef du 2e escadron du 13e régiment de dragons, et devient prisonnier de guerre,. Il est alors accusé de crimes de guerre, par la Chambre des mises en accusation près la Cour d'Appel de Bordeaux, "pour complicité de séquestration de personnes, pour avoir requis des civils pour œuvres de guerre et de complicité de pillages, pour réquisitions abusives ou illégales et confiscation de biens", et traduit devant le Tribunal militaire de Bordeaux devant lequel il comparaît le 7 juillet 1945, avec plusieurs de ses anciens subordonnés, notamment un adjudant et un lieutenant accusés d'assassinats de MM. Caillaud et Cardrat. Le lieutenant-colonel Troyes, commissaire du gouvernement français, ne parvient à soutenir aucune des accusations de crimes de guerre, et demande sa condamnation comme complice des assassinats, mais il est acquitté. Après la fin de la guerre intervenue le 1er septembre, bien que bénéficiant du statut de prisonnier de guerre, il n'est pas libéré mais gardé prisonnier comme forces ennemies désarmées, et soumis au travail forcé jusqu'en août 1950.

## Décorations
- Ritterkreuz des Eisernen Kreuzes, Croix de chevalier de la croix de fer (30 avril 1945)[3]
- Ehrenkreuz für Frontkämpfer, Croix d'honneur pour les combattants (7 novembre 1934)[3]
- Eisernes Kreuz 2. Klasse, Croix de fer de 2e classe[3]
- Eisernes Kreuz 1. Klasse, Croix de fer de 1re classe[3]
- Kriegsverdienstkreuz 2.Klasse mit Schwertern, Croix du Mérite de guerre[3]
- Kriegsabzeichen fur die Marine-Artillerie, Insigne de combat de l'artillerie côtière[3]
- Ordre de Saint-Alexandre (Bulgarie) (20 avril 1942)[4]